# La missione speciale di Dug
La missione speciale di Dug (Dug's Special Mission) è un cortometraggio animato del 2009 diretto da Ronnie del Carmen, prodotto da Pixar Animation Studios in co-produzione con Walt Disney Pictures, si tratta di un midquel/spin-off del lungometraggio d'animazione Up (2009).

## Trama
Il simpatico cane Dug è impegnato nella caccia al misterioso uccello. Tuttavia le sue azioni sono spesso d’intralcio ai suoi capi, Alfa, Beta e Gamma, che lo rimproverano spesso per avergli impedito di catturare l’uccello.
Dug è però intenzionato ad aiutarli: Alfa e i suoi compagni non sembrano particolarmente d’accordo e per tenerselo fuori dai piedi escogitano tanti stratagemmi per distrarlo. Inizialmente, gli chiedono di sorvegliare un grosso masso, che loro spacciano essere il preferito del pennuto. Dug esegue i loro ordini, ma un suo movimento brusco lo fa muovere rischiando di travolgere Alfa e i suoi luogotenenti.
I tre gli ordinano allora di restare in una buca, anche questa spacciata per essere quella prediletta del pennuto. Poco dopo, però, la terra all’interno della buca scivola giù facendo precipitare Dug lungo un tunnel al termine del quale finisce sopra i suoi capi.
Seguono una serie di altri incidenti al termine dei quali, frustrati dai continui impedimenti, Alfa e gli altri rimproverano duramente Dug di essere un cane cattivo. Intristito, il cane vaga per la valle finché non sente delle voci umane in lontananza: sono Carl Fredricksen e il piccolo Russell, in viaggio verso le Cascate Paradiso insieme a Kevin, il misterioso uccello gigante a cui Dug stava dando la caccia. 

## Produzione
Il corto è pubblicato nell'edizione DVD e Blu-ray Disc del film Up.